# VIII конференция РКП(б)
VIII конференция РКП(б) — всероссийская конференция РКП(б). Проходила со 2 по 4 декабря 1919 года в Москве.

## Обстановка
Конференция проходила в условиях гражданской войны и терроризма.

## Повестка
- В. И. Ленин — политический отчёт ЦК.
- Н. Н. Крестинский — организационный отчёт Оргкомитета.
- М. Ф. Владимирский — доклад о советском строительстве.
- Г. Е. Зиновьев — доклад об уставе.
- Н. И. Бухарин — доклад о работе среди новых членов партии.
- Я. А. Яковлев — доклад о советской власти на Украине.[1]
- А. И. Рыков — доклад о топливе.

### Сноски
1. ↑  Хранящиеся в архиве Института Маркса-Энгельса-Ленина неопубликованные и не выправленные редакционной комиссией конференции стенограммы.
2. ↑  МИЛИТЕРА -[ Первоисточники ]
3. ↑  VIII Всероссийская конференция РКП(б). Дата обращения: 15 июня 2022. Архивировано 26 августа 2021 года.